# Melchior-Inseln
Die Melchior-Inseln (englisch Melchior Islands, spanisch Archipiélago Melchior) sind eine in der Dallmann-Bucht zwischen der Anvers- und der Brabant-Insel vor der Westküste der Antarktischen Halbinsel gelegene Inselgruppe. Zu ihr zählen zahlreiche kleine, eisbedeckte, unbewohnte Inseln östlich und westlich der Meerenge The Sound, die in die Gruppen der Östlichen und der Westlichen Melchior-Inseln unterteilt sind.

## Geographie
Die Melchior-Inseln gehören zur antarktischen Inselregion des Palmer-Archipels.
Fast alle Inseln leiten ihren Namen von den Buchstaben des griechischen Alphabets ab. Dies sind im Einzelnen die Alphainsel, die Betainsel, die Gammainsel, die Deltainsel, die Epsiloninsel, die Etainsel, die Kappainsel, die Lambdainsel, die Pi-Inseln, die Psi-Inseln, die Rho-Inseln, die Sigma-Inseln, die Tau-Inseln, die Theta-Inseln und die Omegainsel. Eine Ausnahme ist die Bremeninsel, welche zufällig erst 2003 im Rahmen einer Kreuzfahrt von den Passagieren der Bremen entdeckt und offiziell nach diesem deutschen Kreuzfahrtschiff benannt wurde.

## Geschichte
Die Inseln wurden vermutlich von dem deutschen Walfänger Eduard Dallmann im Winter 1873/74 entdeckt. Die nächste Sichtung erfolgte bei der Vierten Französischen Antarktisexpedition (1903–1905) des Polarforschers Jean-Baptiste Charcot. Charcot hielt die heute als Eta- und Omegainsel bekannten Objekte für eine einzige Insel und benannte sie als Île Melchior. Namensgeber ist der französische Vizeadmiral Jules Bernard François Melchior (1844–1908), der Charcots Forschungsreise behilflich war. Nach argentinischen Antarktisexpeditionen in den Jahren 1942 und 1943 benannte man die einzelnen Inseln um und taufte zugleich die gesamte Gruppe Archipiélago Melchior. Auf der Lambdainsel wurde der Leuchtturm Primero de Mayo errichtet, der heute als Historische Stätte und Denkmal HSM-29 unter dem Schutz des Antarktisvertrags steht.

## Tourismus
Die Melchior-Inseln sind heute häufig Ziel von Antarktiskreuzfahrten. Neben der Erkundung von zerklüfteten Inseln und Eisbergen mit dem Schlauchboot ist das Gebiet vor allem für die häufige Sichtung von Buckelwalen bekannt.